# Distretto di Guiren
Il distretto di Guiren (歸仁區S, Gueirén Cyu / Guīrén QūP) è un distretto della città di Tainan, situata a Taiwan.